# Thymus kosteleckyanus
Thymus kosteleckyanus — вид рослин родини глухокропивові (Lamiaceae), зростає у південній Європі.

## Поширення
Європа: Болгарія, Італія, колишня Югославія, Україна — Крим. Присутність у Греції — під питанням. 